# بيت المذبحى (شبام كوكبان)

تعديل مصدري - تعديل

بيت المذبحى هي إحدى قرى عزلة ضلاع الأعلى بمديرية شبام كوكبان التابعة لمحافظة المحويت، بلغ تعداد سكانها 96 نسمة حسب تعداد اليمن لعام 2004.